# Lijst van personen overleden in maart 2018
Dit is een lijst van bekende personen die zijn overleden in maart 2018.

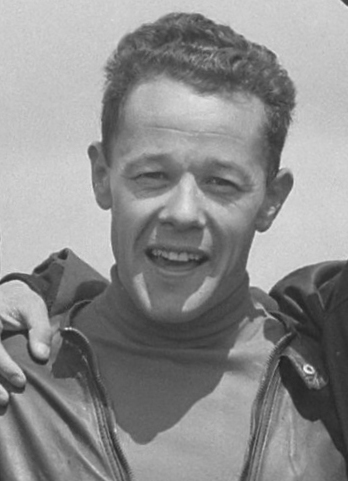
Luigi Taveri
1 maart

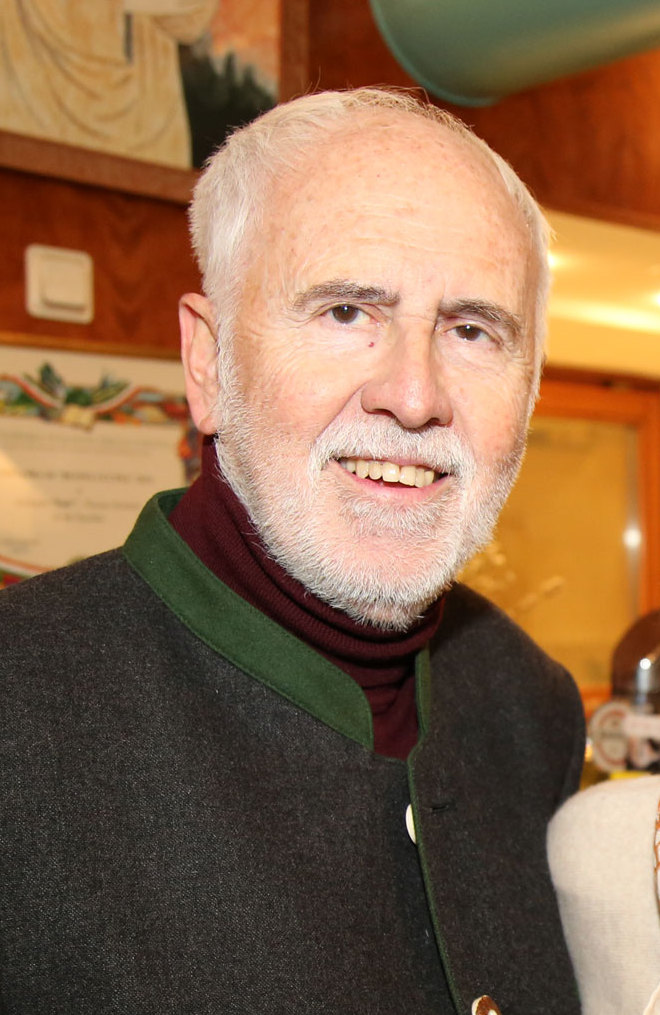
Jesús López Cobos
2 maart

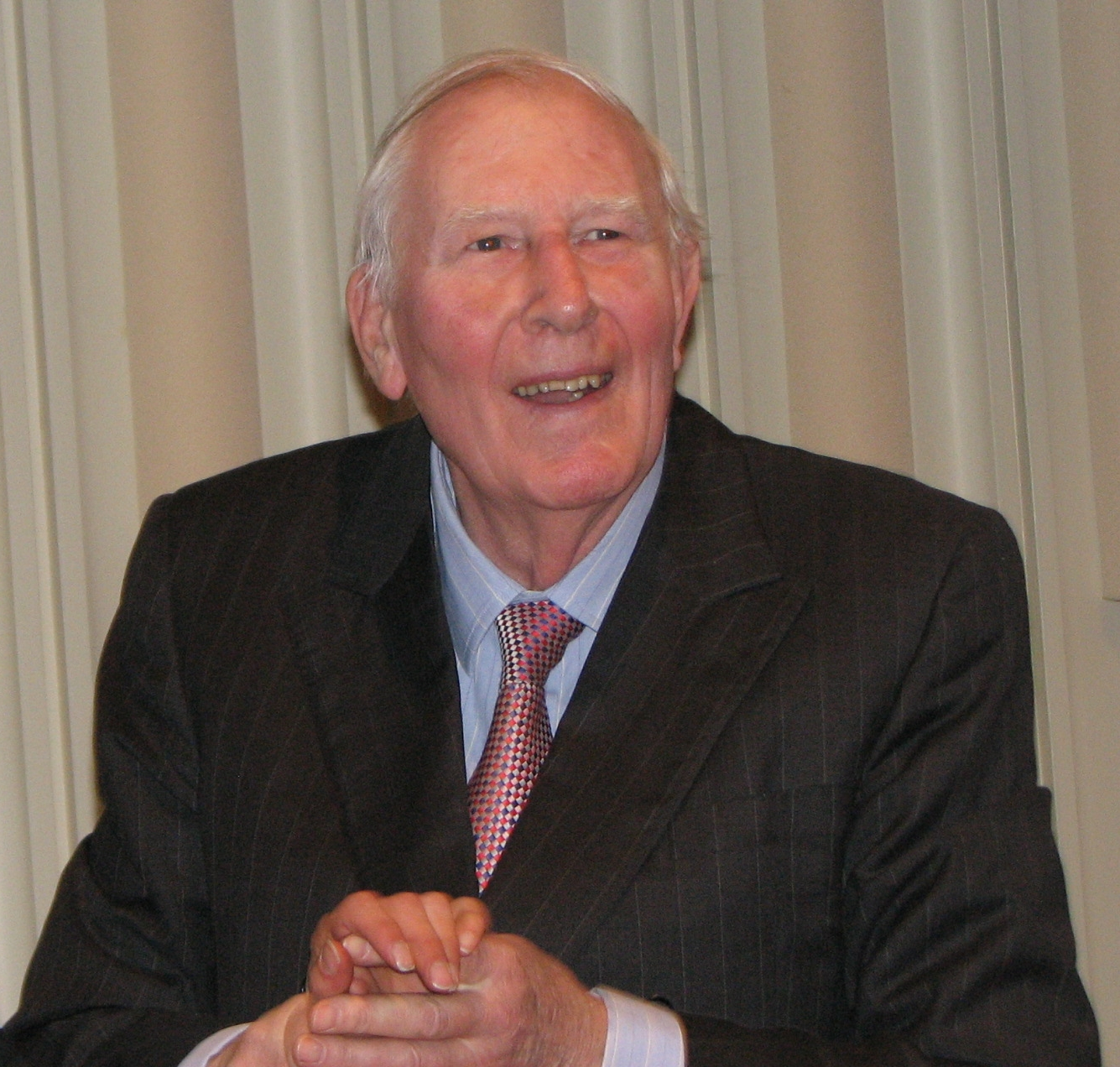
Roger Bannister
3 maart

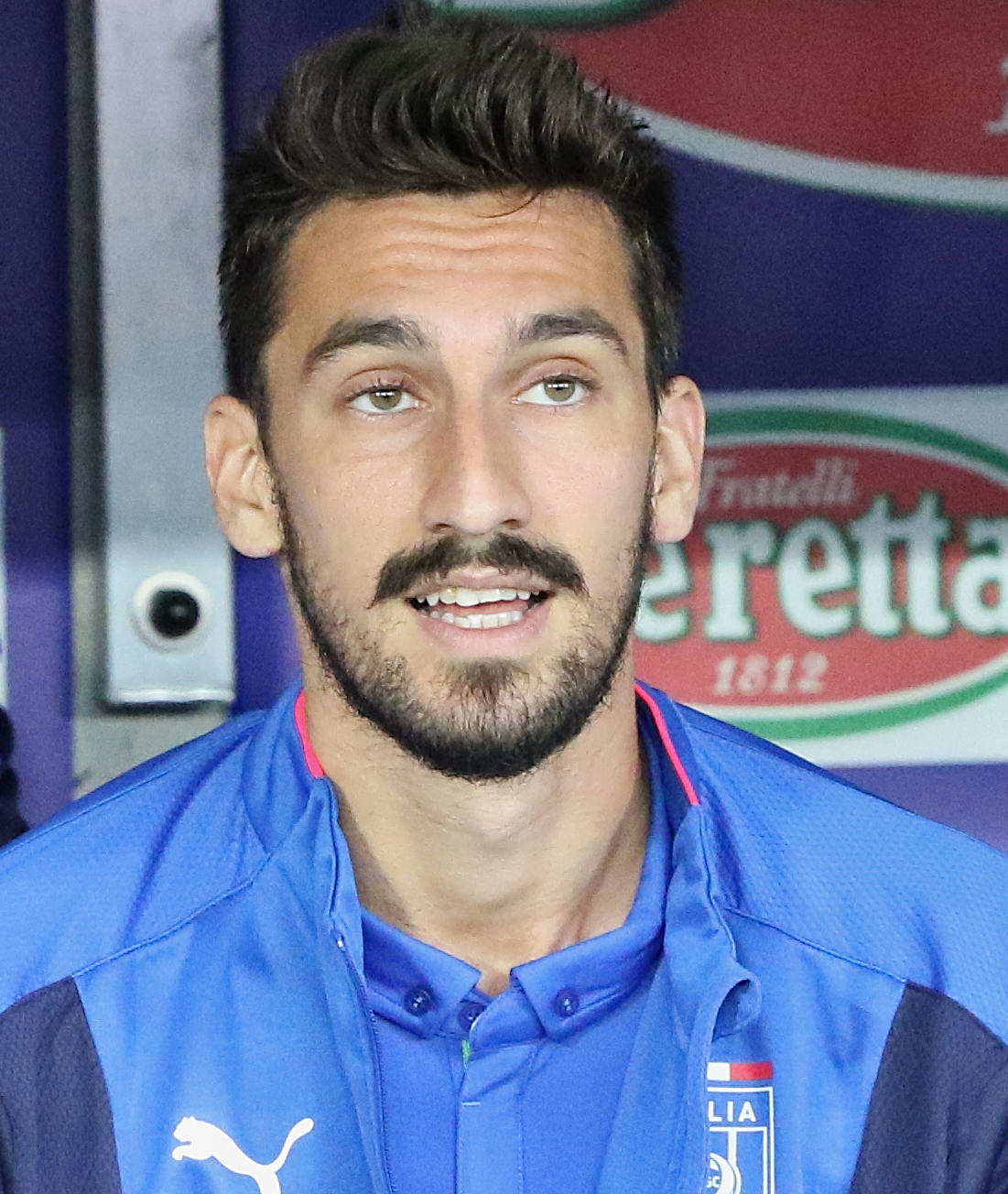
Davide Astori
4 maart

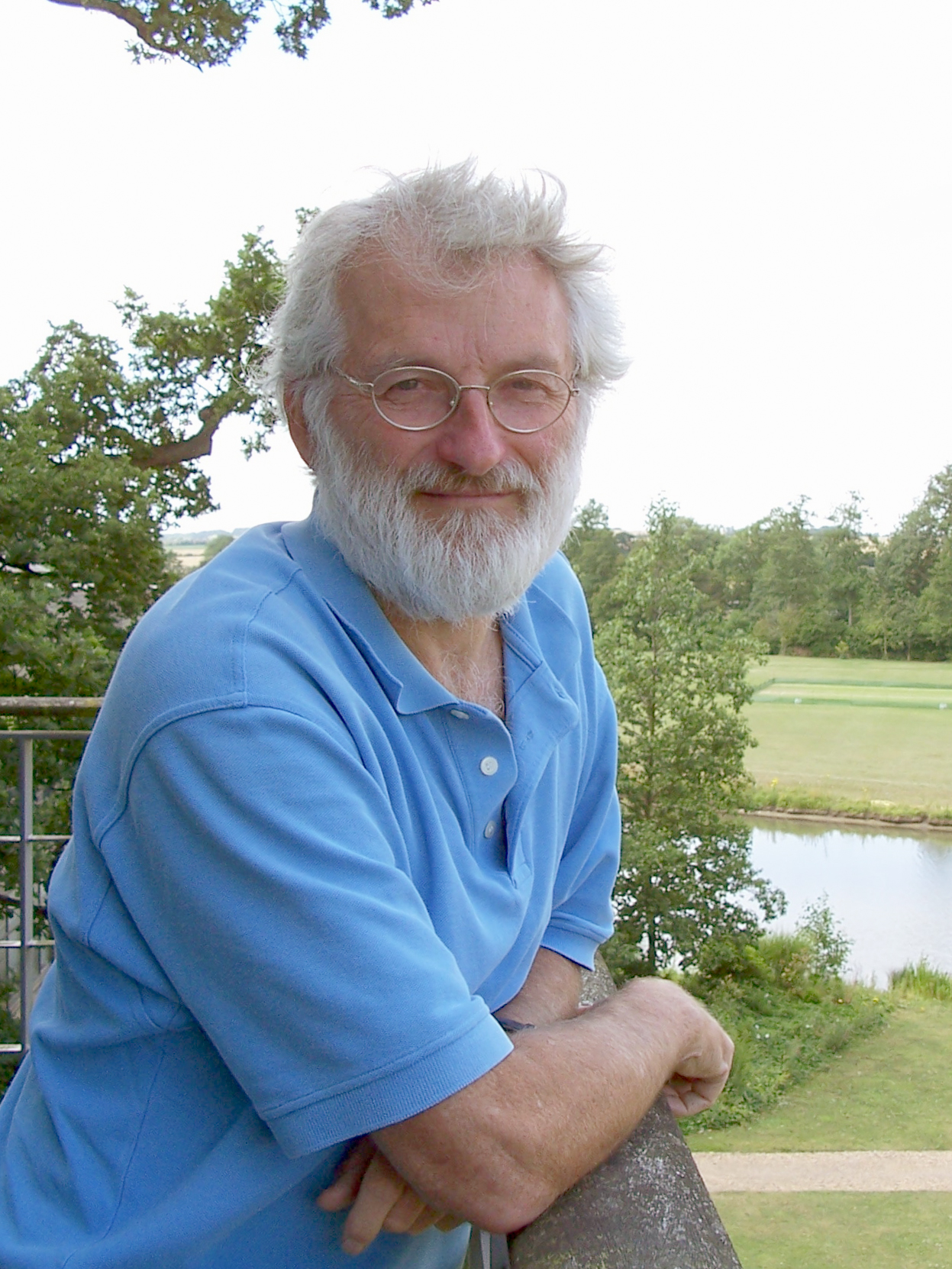
John Edward Sulston
6 maart

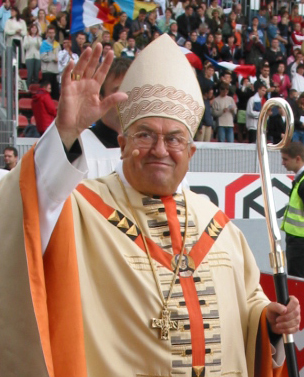
Karl Lehmann
11 maart

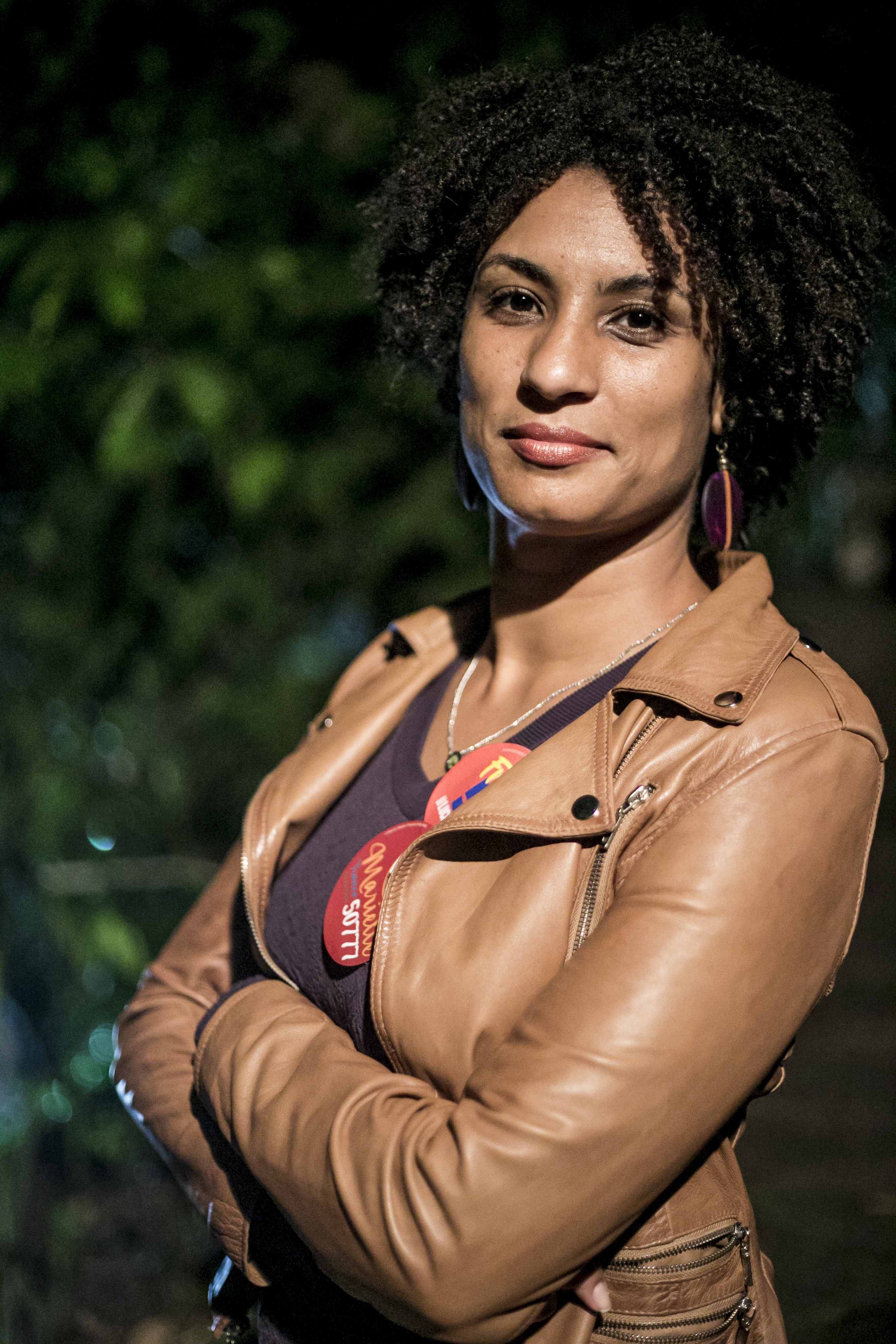
Marielle Franco
14 maart

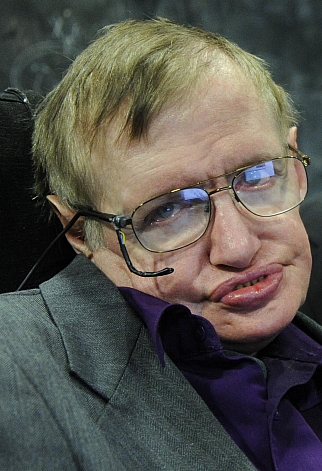
Stephen Hawking
14 maart

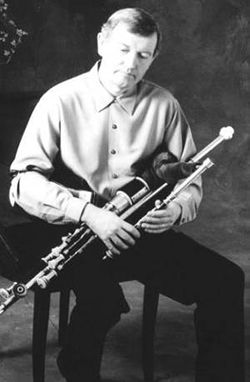
Liam O'Flynn
14 maart

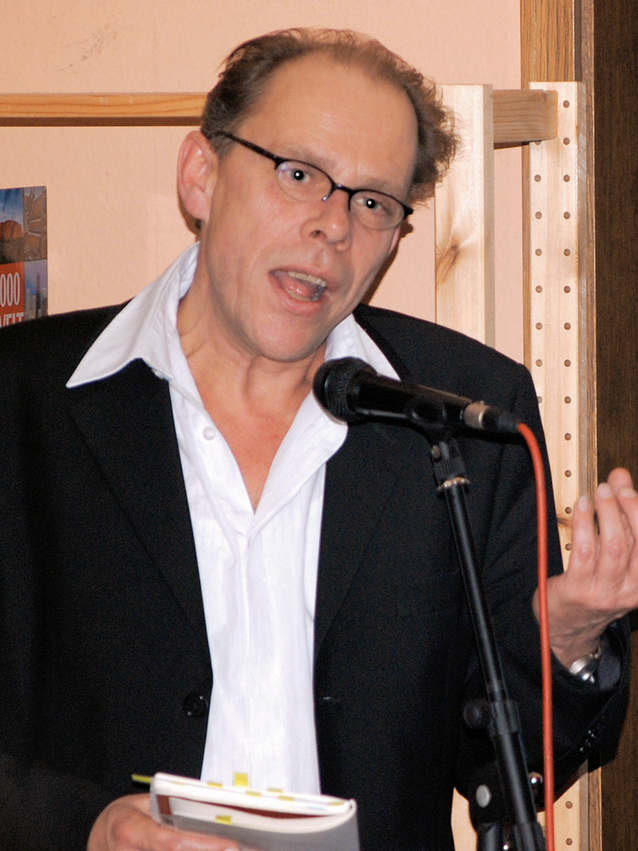
F. Starik
16 maart

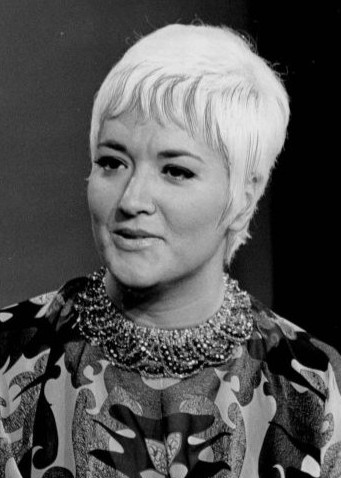
Morgana King
22 maart

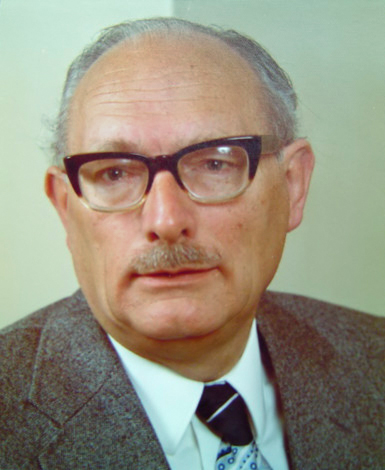
Johan van Hulst
22 maart

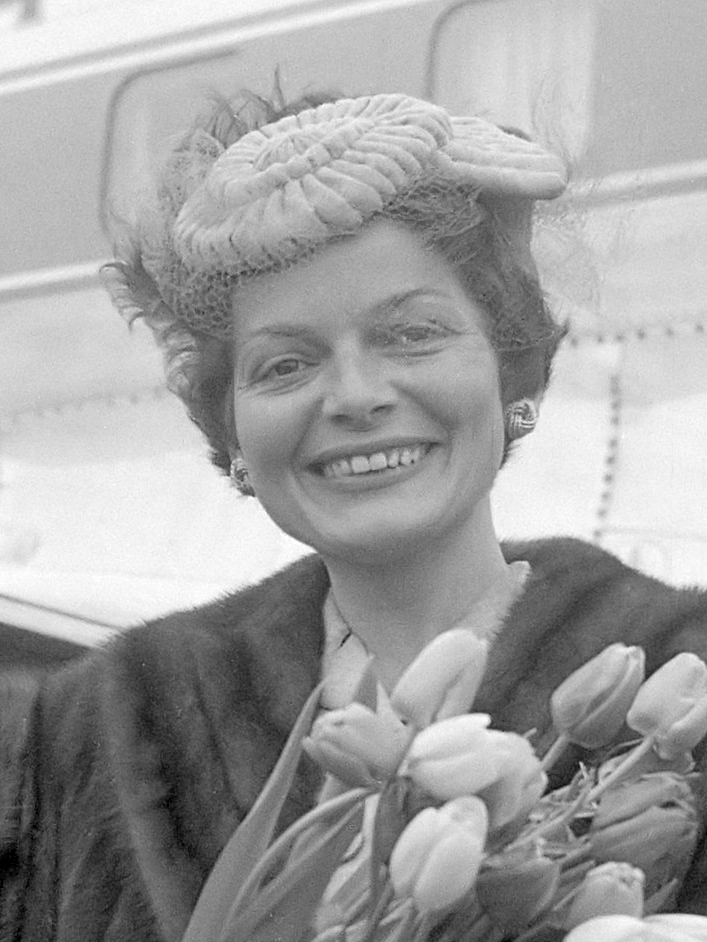
Lys Assia
24 maart

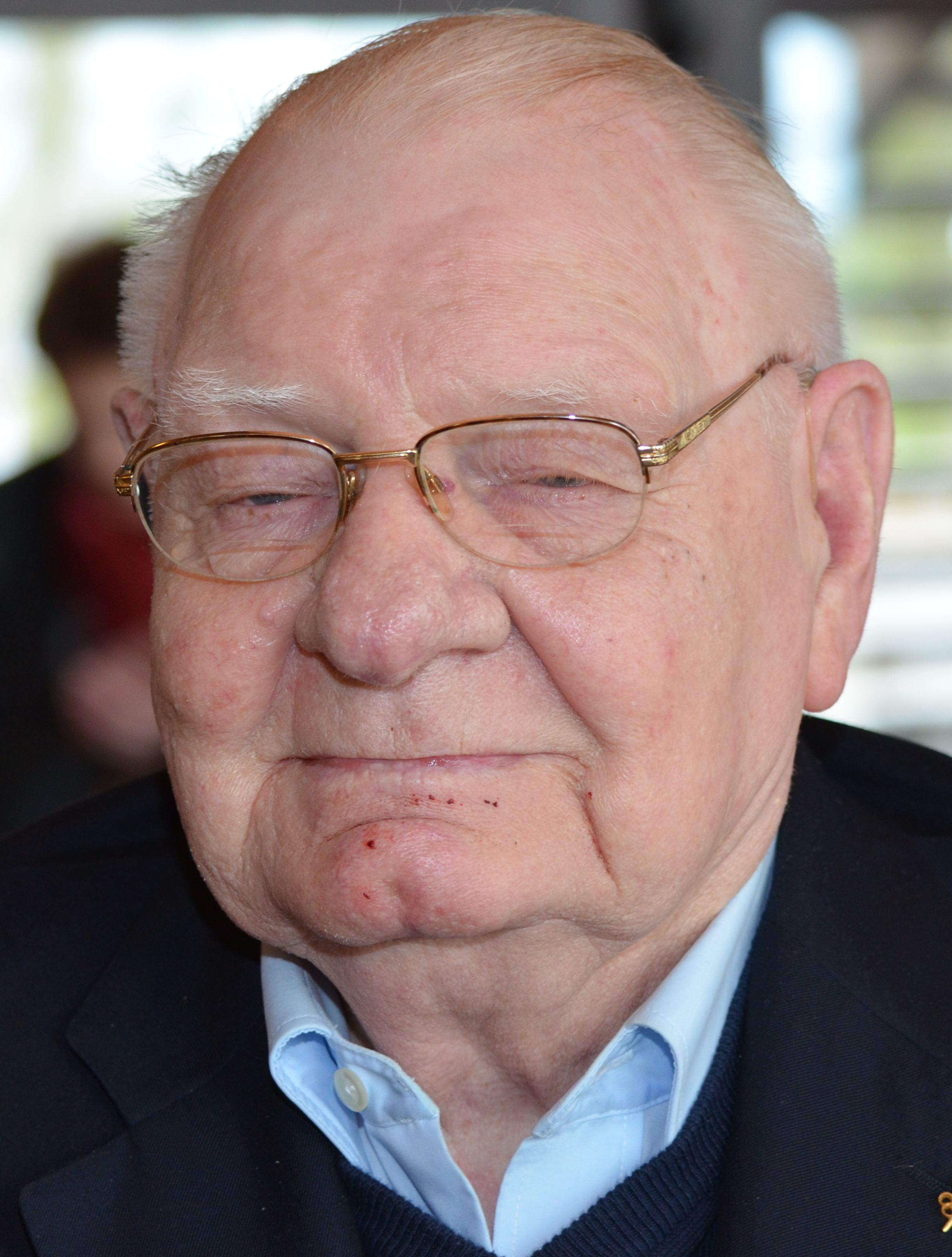
Eugeen Van Roosbroeck
28 maart

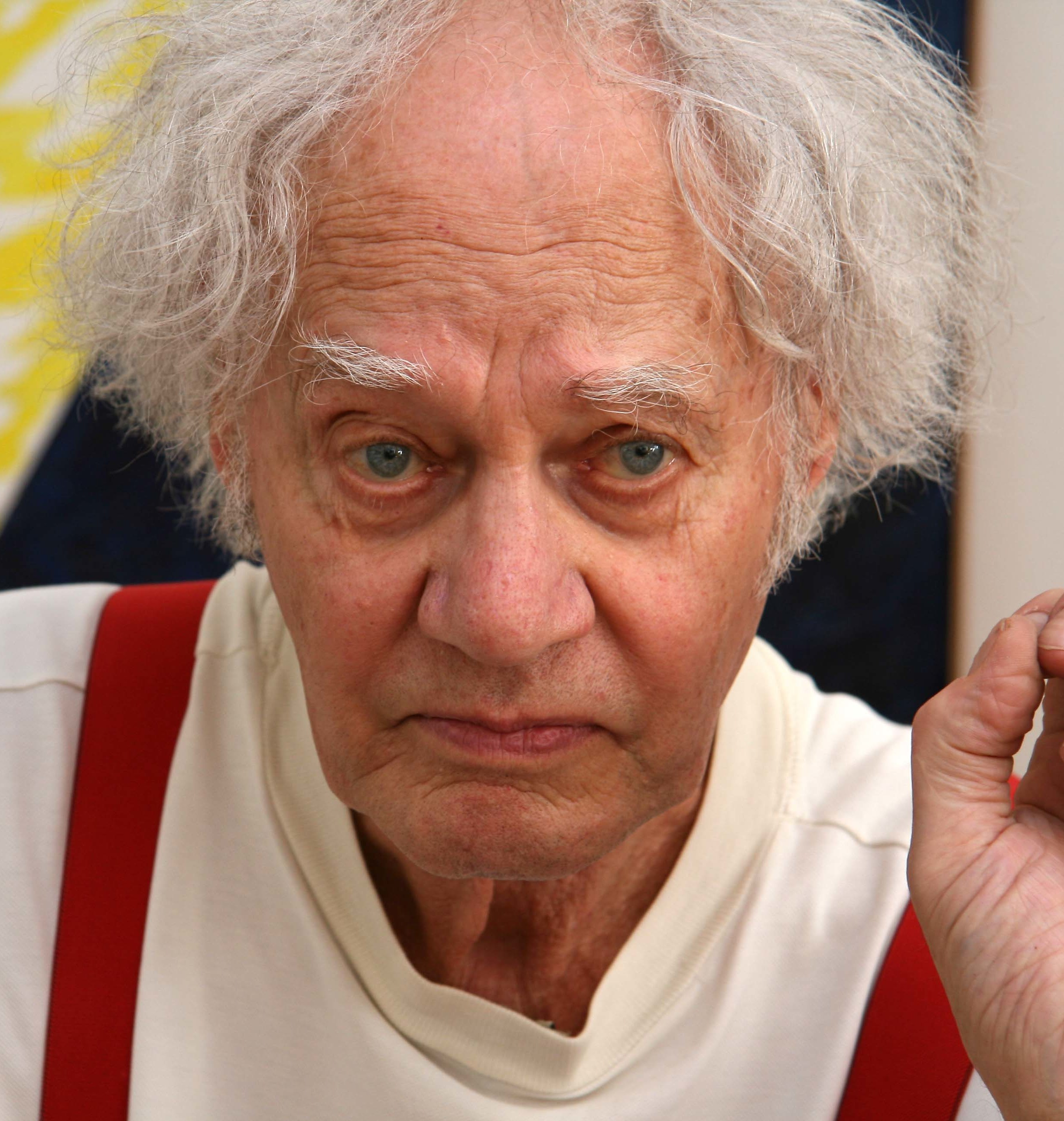
Jan Snoeck
31 maart

| 1 | 2 | 3 | 4 | 5 | 6 | 7 | 8 | 9 | 10 | 11 | 12 | 13 | 14 | 15 | 16 | 17 | 18 | 19 | 20 | 21 | 22 | 23 | 24 | 25 | 26 | 27 | 28 | 29 | 30 | 31 |
| - | - | - | - | - | - | - | - | - | -- | -- | -- | -- | -- | -- | -- | -- | -- | -- | -- | -- | -- | -- | -- | -- | -- | -- | -- | -- | -- | -- |

### 1 maart
- Diana Der Hovanessian (84), Armeens-Amerikaans dichter[1]
- Anatoly Lein (86), Russisch-Amerikaans schaker[2]
- Michael Strempel (73), Duits voetballer[3]
- Luigi Taveri (88), Zwitsers motorcoureur[4]
- Oscar Timmers (86), Nederlands letterkundige[5]
- Bram Westers (89), Nederlands kunsthistoricus en museumdirecteur[6]

### 2 maart
- Jesús López Cobos (78), Spaans dirigent[7]
- Ronnie Prophet (80), Canadees countryzanger en televisiepresentator[8]
- Carlo Ripa di Meana (88), Italiaans politicus en milieuactivist[9]
- Rini Swinkels (53), Nederlands trompettist[10]

### 3 maart
- Roger Bannister (88), Brits atleet en medicus[11]
- Benoît Dugardyn (60), Belgisch scenograaf[12]
- Emma Hannigan (45), Iers auteur[13]
- David Ogden Stiers (75), Amerikaans acteur[14]
- Huub Roelvink (87), Nederlands jurist[15]

### 4 maart
- Davide Astori (31), Italiaans voetballer[16]
- Mark Vanlombeek (67), Belgisch journalist en politicus[17]

### 5 maart
- Trevor Baylis (80), Brits uitvinder, zwemmer en stuntman[18]
- Tomas Aguon Camacho (84), Mariaans bisschop[19]
- Staf Knop (97), Belgisch journalist[20]
- Paul Magriel (71), Amerikaans poker- en backgammonspeler[21]
- Marcela Lombardo Otero (91), Mexicaans politica[22]
- Ronald Noorman (66), Nederlands beeldend kunstenaar[23]
- Hayden White (89), Amerikaans historicus en literatuurcriticus[24]

### 6 maart
- Paul Bùi Văn Đọc (73), Vietnamees aartsbisschop[25]
- Donna Butterworth (62), Amerikaans kindactrice[26]
- Francis Piasecki (66), Frans voetballer[27]
- John Edward Sulston (75), Brits bioloog[28]

### 7 maart
- Reynaldo Bignone (90), Argentijns generaal en politicus[29]
- Jacques Clemens (108), Nederlands priester, oudste man in België[30]
- Kees van der Hoef (83), Nederlands publicist en dichter[31]
- Ben Hulsman (86), Nederlands acteur[32]
- Jerzy Milian (82), Pools jazzmuzikant[33]
- Jan Schodts (79), Belgisch journalist[34]

### 8 maart
- Bernardo Bernardo (73), Filipijns acteur[35]
- Matt Dings (66), Nederlands journalist[36]
- Jurjen de Haan (81), Nederlands kunstenaar[37]
- Albin Vidović (75), Kroatisch handballer[38]
- Kate Wilhelm (89), Amerikaans schrijfster[39]

### 9 maart
- Jung Jae-sung (35), Zuid-Koreaans badmintonner[40]
- Peter Legro (80), Nederlands ondernemer[41]
- Oskar Gröning (96), Duits oorlogsmisdadiger[42]
- Frits Tazelaar (71), Nederlands hoogleraar[43]
- Hero van Urk (76), Nederlands hoogleraar[44]
- Ion Voinescu (88), Roemeens voetballer[45]

### 10 maart
- Hubert de Givenchy (91), Frans modeontwerper[46]
- Joan Carreras i Martí (83), Spaans taalkundige en uitgever[47]
- Ralf Waldmann (51), Duits motorcoureur[48]

### 11 maart
- Alba Arnova (87), Italiaans actrice en ballerina[49]
- Ken Dodd (90), Brits komiek[50]
- Karl Lehmann (81), Duits kardinaal[51]
- Siegfried Rauch (85), Duits acteur[52]
- Lies Uijterwaal-Cox (97), Nederlands politica[53]
- Hans Winter (90), Nederlands voetballer[54]

### 12 maart
- Maarten Brands (84), Nederlands historicus[55]
- Nokie Edwards (82), Amerikaans muzikant[56]
- Ken Flach (54), Amerikaans tennisser[57]
- Rita Ghesquiere (70), Belgisch literatuurwetenschapster[58]
- Craig Mack (46), Amerikaans rapper[59]
- Oleg Tabakov (82), Sovjet-Russisch film- en theateracteur en -regisseur[60]
- Johann Zeitler (90), Duits voetballer[61]

### 13 maart
- Per Abramsen (76), Nederlands beeldhouwer[62]
- Ivano Beggio (73), Italiaans ondernemer[63]
- Hans De Belder (80), Belgisch senator en diplomaat[64]

### 14 maart
- Marielle Franco (38), Braziliaans politicus, socioloog, feminist en mensenrechtenactivist[65]
- Rubén Galván (65), Argentijns voetballer[66]
- Stephen Hawking (76), Brits natuurkundige, wiskundige en kosmoloog[67]
- Liam O'Flynn (72), Iers uilleann pipes-speler[68]

### 15 maart
- Bernard Verheyden (79), Belgisch acteur[69]

### 16 maart
- Jozef Cornielje (93), Nederlands burgemeester[70]
- Boyukaga Hajiyev (59), Azerbeidzjaans voetballer en voetbalcoach[71]
- Felix Jans (93), Nederlands militair[72]
- Louise Slaughter (88), Amerikaans politicus[73]
- F. Starik (59), Nederlands dichter[74]

### 17 maart
- Phan Văn Khải (84), Vietnamees politicus[75]
- Cees Schelling (91), Nederlands vakbondsbestuurder[76]

### 18 maart
- Doede Bleeker (65), Nederlands singer-songwriter en dichter[77]
- Kees Boelhouwers (88), Nederlands wielrenner[78]
- Ivor Richard (85), Brits politicus[79]

### 19 maart
- Jozef Ackerman (89), Belgisch politicus[80]
- Keith O'Brien (80), Brits kardinaal[81]
- Koos Verhoeff (91), Nederlands wiskundige, hoogleraar en kunstenaar[82]
- Rob van Zoest (65), Nederlands kunsthistoricus[83]

### 20 maart
- Katie Boyle (91), Brits actrice en televisiepresentatrice[84]
- Suzanne Juchtmans (84), Belgische actrice[85]
- Peter George Peterson (91), Amerikaans ondernemer[86]

### 21 maart
- Gerrit Blaauw (93), Nederlands informaticus[87]
- Willy Cortois (77), Belgisch burgemeester[88]
- Rolf Leeser (88), Nederlands voetballer en ondernemer[89]
- Will Ogrinc (66), Nederlands dichter en biograaf[90]

### 22 maart
- René Houseman (64), Argentijns voetballer[91]
- Wayne Huizenga (80), Amerikaans ondernemer[92]
- Johan van Hulst (107), Nederlands politicus en verzetsstrijder[93]
- Morgana King (87), Amerikaans actrice en zangeres[94]
- Charles Lazarus (94), Amerikaans ondernemer[95]
- Lieve Simoens (91), Belgisch televisiepresentatrice[96][97]

### 23 maart
- DuShon Monique Brown (49), Amerikaans actrice[98]
- Philip Kerr (62), Brits schrijver[99]
- Zell Miller (86), Amerikaans politicus en schrijver[100]
- Delores Taylor (85), Amerikaans actrice[101]

### 24 maart
- José Antonio Abreu (78), Venezolaans dirigent en musicus[102]
- Lys Assia (94), Zwitsers zangeres[103]
- Rim Banna (51), Palestijns zangeres[104]
- Arnaud Beltrame (44), Frans politiefunctionaris[105]
- Debbie Lee Carrington (58), Amerikaans actrice en stuntvrouw[106]
- Hidetoshi Nagasawa (78), Japans beeldhouwer[107]

### 25 maart
- Linda Brown (75), Amerikaans burgerrechtenactiviste[108]
- Mike Harrison (72), Brits zanger[109]
- Don Heitler (81), Amerikaans jazzmusicus[110]
- Marc Santens (91), Belgisch ondernemer[111]

### 26 maart
- Sándor Demján (74), Hongaars zakenman[112]

### 27 maart
- Stéphane Audran (85), Frans actrice[113]
- Benjamin Bassin (74), Fins ambassadeur[bron?]

### 28 maart
- Lívia Rév (101), Hongaars concertpianiste[114]
- Eugeen Van Roosbroeck (89), Belgisch wielrenner[115]

### 29 maart
- Emiliano Mondonico (71), Italiaans voetballer en voetbaltrainer[116]

### 30 maart
- Bill Maynard (89), Brits acteur[117]
- Ela Stein-Weissberger (87), Tsjechisch Holocaustoverlevende[118]
- Marcel Storme (87), Belgisch politicus en hoogleraar[119]
- Rob de Vries (74), Nederlands voetballer[120]

### 31 maart
- Frank Aendenboom (76), Belgisch acteur[121]
- Jan Snoeck (91), Nederlands beeldhouwer[122]

### Datum onbekend
- Jean Nies (93), Nederlands kunstenaar[123]
- Alexandre Obolensky (65), Belgisch kunstenaar[124]

januari ·
februari ·
maart ·
april ·
mei ·
juni ·
juli ·
augustus ·
september ·
oktober ·
november ·
december
1900 ·
1901 ·
1902 ·
1903 ·
1904 ·
1905 ·
1906 ·
1907 ·
1908 ·
1909 ·
1910 ·
1911 ·
1912 ·
1913 ·
1914 ·
1915 ·
1916 ·
1917 ·
1918 ·
1919 ·
1920 ·
1921 ·
1922 ·
1923 ·
1924 ·
1925 ·
1926 ·
1927 ·
1928 ·
1929 ·
1930 ·
1931 ·
1932 ·
1933 ·
1934 ·
1935 ·
1936 ·
1937 ·
1938 ·
1939 ·
1940 ·
1941 ·
1942 ·
1943 ·
1944 ·
1945 ·
1946 ·
1947 ·
1948 ·
1949 ·
1950 ·
1951 ·
1952 ·
1953 ·
1954 ·
1955 ·
1956 ·
1957 ·
1958 ·
1959 ·
1960 ·
1961 ·
1962 ·
1963 ·
1964 ·
1965 ·
1966 ·
1967 ·
1968 ·
1969 ·
1970 ·
1971 ·
1972 ·
1973 ·
1974 ·
1975 ·
1976 ·
1977 ·
1978 ·
1979 ·
1980 ·
1981 ·
1982 ·
1983 ·
1984 ·
1985 ·
1986 ·
1987 ·
1988 ·
1989 ·
1990 ·
1991 ·
1992 ·
1993 ·
1994 ·
1995 ·
1996 ·
1997 ·
1998 ·
1999 ·
2000 ·
2001 ·
2002 ·
2003 ·
2004 ·
2005 ·
2006 ·
2007 ·
2008 ·
2009 ·
2010 ·
2011 ·
2012 ·
2013 ·
2014 ·
2015 ·
2016 ·
2017 ·
2018 ·
2019 ·
2020 ·
2021 ·
2022 ·
2023 ·
2024 ·
2025